# Kangal (district)
Kangal is een Turks district in de provincie Sivas en telt 27.887 inwoners (2007). Het district heeft een oppervlakte van 3691,0 km². Hoofdplaats is Kangal.
De bevolkingsontwikkeling van het district is weergegeven in onderstaande tabel.
| 1997   | 2000   | 2007   |
| ------ | ------ | ------ |
| 39.912 | 37.049 | 27.887 |